# Balanophyllia (Balanophyllia) japonica
Balanophyllia (Balanophyllia) japonica is een rifkoralensoort uit de familie van de Dendrophylliidae. De wetenschappelijke naam van de soort is voor het eerst geldig gepubliceerd in 2001 door Cairns.